# شكیبا هاشمي
شكيبا هاشمي (مواليد 20 مايو 1974) كاتبة نسوية أفغانية. كانت أول امرأة أفغانية يتم تعيينها دبلوماسية في عام 2001. وهي رئيسة ومؤسس المنظمة غير الحكومية أفغانستان ليبر.

## طفولتها وتعليمها
ولدت شكيبا هاشمي في كابول عام 1974. هاجرت من وطنها أثناء الغزو السوفيتي عام 1986 ووصلت إلى فرنسا في سن 11 عامًا. أكملت دراستها في المدرسة العليا للتجارة في باريس.

## نشاطها في مجال حقوق المرأة والسياسة
أسست هاشمي منظمة «أفغانستان ليبر» في عام 1996 رداً على تدهور حقوق الفتيات والنساء الأفغانيات في ظل نظام طالبان. لأكثر من 20 عامًا، كان هدف أفغانستان ليبرهو تسهيل الوصول إلى التعليم والصحة والتدريب المهني للفتيات والنساء في المناطق الريفية في أفغانستان لتمكينهن من الحصول على الاستقلال وإعلام العالم بالظروف المعيشية لأفغانستان. خلال 10 سنوات، نشرت المنظمة أيضًا مجلة روز، وهي المطبوعة النسائية الوحيدة في البلاد.
في أوروبا والولايات المتحدة، كانت شكيبا هاشمي تدير العديد من الأنشطة لأفغانستان: الحملات الصحفية، والضغط مع الشركات والشخصيات السياسية والمؤسسات (مجموعة العمل مع كوفي عنان، الأمين العام للأمم المتحدة في ذلك الوقت؛ ضيف الشرف في منظمة العمل الدولية، في يوم المرأة في جنيف والمفوضية السامية للأمم المتحدة لشؤون اللاجئين).
أول دبلوماسية في الحكومة الأفغانية الانتقالية، تم تعيينها سكرتيرة أولى للسفارة الأفغانية لدى الاتحاد الأوروبي في يناير 2002. وفي يوليو 2005، تم تعيينها من قبل الحكومة في كابول كمستشارة خاصة لنائب الرئيس، والمسؤولة عن المشاريع ذات الأولوية الوطنية. في مارس 2007، تم تعيينها من قبل الرئيس حامد كرزاي وزيرة مستشارة ومقرها باريس. في عام 2009، استقالت من منصبها، ونددت بالفساد المستمر داخل الحكومة.
في عام 2009، أسست شركة الاستشارات إيبوك كونسيل مع ماري فرانسوا لتعزيز المساواة بين الرجل والمرأة في فرنسا وشركة سي اتش الاستشارية المتخصصة في دراسة وتصميم المشاريع الاجتماعية المتعلقة بمكانة المرأة في الشركات. بصفتها مستشارة إستراتيجية لدوقة لوكسمبورغ الكبرى، شاركت في تنظيم مؤتمر دولي بعنوان «قف تكلم أنهض» لإنهاء العنف الجنسي في البيئات الهشة في لوكسمبورغ في مارس 2019 بالشراكة مع لسنا أسلحة حرب  ومؤسسة دينيس موكويجي. 

## مؤلفاتها
الهاشمي هي مؤلفة كتاب وقاحة كابول، مذكرات، نُشر عام 2012. شاركت في تأليف كتاب مع صديقة مسعود، الذي نُشر عام 2005، وحصلت على جائزة الحقيقة، وكتاب وجه مسروق، تجنب عشرون عاما بكابول مع لطيفة.
حصلت شكيبة هاشمي خلال مسيرتها المهنية على العديد من الجوائز تقديراً لعملها في مجال المرأة وحقوق الإنسان:
- 2019: الجائزة الدولية «المرأة، الرقمية، ريادة الأعمال»، مؤسسة فرنسا معكم
- 2017: جائزة التمكين الإيجابي لمؤسسة كوكب إيجابي
- 2016: جائزة رجا للمرأة في التعليم والعمل الاجتماعي
- 2014: الميدالية الذهبية في منتدى حقوق الإنسان «كرانس مونتانا»
- 2014: فارس من وسام الاستحقاق الوطني الفرنسي
- 2012: جائزة حقوق الإنسان للجمهورية الفرنسية
- 2012: تروفمين، جائزة اعلامية
- 2008: «جائزة المرأة من أجل التعليم» منتدى المرأة الاقتصادي
- 2001: جائزة «سيدة من ذهب»